# Пашазаде, Джаваншир Гуммет оглы
Джаваншир Гуммет оглы Пашазаде (азерб. Cavanşir Hümmət oğlu Paşazadə; род. 12 апреля 1953, Джил, Ленкоранский район) — азербайджанский государственный деятель. Депутат Национального собрания Азербайджана III, IV, V, VI, VII созывов.

## Биография
Родился 12 апреля 1953 года  в с. Джил Ленкоранского района. В 1976 году окончил техникум г. Бухара (Узбекистан). Окончил Азербайджанскую сельскохозяйственную академию, факультет экономики и организации сельского хозяйства.
Доктор философских наук.
С 1977 года — техник Ленкоранского водного управления, инженер, мастер участка организации полива, начальник участка, товаровед строительного треста.
С 1986 года — инженер Ленкоранской базы технических материалов, оператор базы нефтепродуктов, бригадир-распределитель, заместитель директора.
С 1992 года — директор чайной фабрики №3 г. Ленкорань.
С 1998 по 2005 год — директор Кызылагаджского заповедника.
Член ревизионной комиссии партии «Новый Азербайджан».
Депутат Национального собрания Азербайджана III, IV, V, VI созывов.
В 2024 году на парламентских выборах в Азербайджане, которые состоялись 1 сентября, одержал победу в Ленкорань-Масаллинском избирательном округе №76. Официально избран депутатом Милли Меджлиса Азербайджана седьмого созыва, первое заседание которого состоялось 23 сентября 2024 года.
Член комитета по аграрной политике, комитета по работе с общественными объединениями и религиозными организациями парламента.
Руководитель межпарламентской рабочей группы Азербайджан — ОАЭ.
Член делегации Азербайджана в Парламентском союзе Организации исламского сотрудничества.
Владеет русским, узбекским, таджикским языками.

## Награды
- Орден «Слава» (11 апреля 2013, за активное участие в общественно-политической жизни Азербайджанской Республики)[4]
- Орден «Честь» (11 апреля 2023, за многолетнюю плодотворную деятельность в общественно-политической жизни Азербайджанской Республики)[5]
- Национальная премия «Лучший из лучших» (2010, за заслуги в общественно-политической жизни республики)[6].